# Math.NET Numerics
Math.NET Numericsは、.NETおよびMonoの オープンソースな数値計算ライブラリで、 C#およびF#で記述されている。 BLASおよびLAPACKと同等の機能を備えている。

## 沿革
Math.NET Numericsは2009年にdnAnalyticsとMath.NET Iridiumの両プロジェクトが統合されたことに始まる。ALGLIB、JAMAおよびBoostなどの影響を受けており、数多くのコード貢献を受け入れている。 2002年以降、.NETプラットフォーム向けのオープンな数学ツールキットの構築および保守がMath.NETイニシアチブの一部となっている。
Math.NETは、MyMediaLite、FermiSimやLightField Retrievalやさまざまな考証や論文など、いくつかのオープンソースライブラリや研究プロジェクトで使用されている。

## 特長
ライブラリは、次の機能を提供する。
- 確率分布：離散、連続、および多変量。
- Mersenne Twister MT19937を含む擬似乱数生成。
- スパース行列とベクトルをサポートする実数および複素数の線形代数型とソルバー。
- LU、QR、SVD、EVD、およびコレスキー分解。
- MATLABおよび区切りファイルとの間で行列を読み書きするMatrix IOクラス。
- 複素数の算術および三角法。
- Gamma、Beta、Erf、修正ベッセル関数およびシュトルーベ関数を含む「スペシャル」ルーチン。
- Barycentric、Floater-Hormannなどの補間ルーチン。
- 線形回帰／曲線近似ルーチン。
- 数値求積法／積分。
- Brent、Robust Newton-Raphson、Broydenなどのルート検索方法。
- 記述統計、順序統計、ヒストグラム、およびピアソン相関係数 。
- マルコフ連鎖モンテカルロサンプリング。
- 基本的な財務統計。
- フーリエ変換とハートレー変換（FFT）。
- 複雑な式を簡素化するためのオーバーロードされた数学演算子。
- Microsoft WindowsおよびMonoをサポートするプラットフォームで実行される。
- Intel Math Kernel Library（Microsoft WindowsおよびLinux）のオプションサポート
- より慣用的な使用のためのF#拡張。